# Shepherdswell with Coldred
Shepherdswell with Coldred est une paroisse civile du Kent, en Angleterre.